# NGC 1932
NGC 1932 是剑鱼座的一個恆星。該恆星由英国人約翰·赫歇爾於1834年11月2日發現。約翰·赫歇爾是在第四次也是最后一次观测NGC 1933时發現了NGC 1932。劳伯特错误地以為NGC 1933 和 NGC 1932 是同一个天体。